# Forêts pluviales de Yapen
Pour les articles homonymes, voir  Yapen .
Localisation
Les Forêts pluviales de Yapen est une écorégion définie par le fonds mondial pour la Nature (WWF). Elle correspond aux îles de Yapen, Mios Num et Kurudu, dans les Îles Yapen, dans la province indonésienne de Papouasie. Elle appartient à l'écozone australasienne et au biome des forêts décidues humides tropicales et subtropicales.